# 異議
異議（いぎ）
1. 抗議すること、反対の旨を述べること。
2. 民法の法律用語。債権譲渡における異議なき承諾など。
3. 訴訟法の法律用語。以下を参照。なお、弁護人若しくは検察官又は当事者若しくは訴訟代理人の公開法廷（公判又は口頭弁論）における具体的な異議を陳述する弁論活動のことを指す場合もある。

## 民法上
- 法定追認（125条）

## 訴訟法上
異議（いぎ）とは、日本の司法制度における不服申立ての一種であり、判決又は決定又は命令あるいは裁判所書記官等の処分に対して、その判決又は決定又は命令等をした裁判所になされる不服の申立て、あるいは、この申立てにより開始される同一審級の裁判所における審理・判断の手続をいう。これに対し、上級の審級の裁判所に対する不服申立ては、上訴という。
刑事訴訟法では、簡易裁判所の略式命令に対する異議申立てにより通常の公判手続きによる請求のほか、高等裁判所の決定に対する抗告に代わる異議申立て、最高裁判所決定に対する異議申立てがあり、検察官などの処分に対する「準抗告」も異議申立てに含めることがある。
民事訴訟法では、手形・小切手判決に対する異議申立て、少額訴訟判決に対する異議申立て、支払督促の書記官の処分に対する異議申立てによって、通常の口頭弁論による訴訟手続きに移行する。受命裁判官または受託裁判官の裁判に対する異議や、訴えの変更に対する異議などもある。支払督促のほか、書記官の処分に対する異議申立て一般も異議の一形態である。
民事執行法では執行異議、民事保全法では保全異議が、それぞれ同一裁判所の決定または命令に対する不服申立てである。
証人尋問等において、誤導尋問その他の不当な発問がなされた場合に相手方から「異議」が述べられることが多々あるが、これについては当該発問を撤回するなどの対応がなされることが多く、正式な異議として取り扱いがなされるのはまれである。

## 行政法上
異議と抗告に相当する行政処分に対する不服申立てとして、それぞれ、異議申立てと審査請求が相当する。「異議申立て」は処分庁に対する不服申立てであり、判断は決定となる。

「審査請求」は上級または第三者機関に対する不服申立てであり、判断は裁決となる。行政事件訴訟法では、いきなり行政訴訟することを妨げていないが、個別法で前置主義を明記しているため場合は、異議申立てや審査請求を経ない行政訴訟は不適法とされる。
- 内閣総理大臣の異議
- 異議申立て

## 産業財産権法上
商標法では、商標権が付与された後も、商標掲載公報の発行の日から2月以内であれば、何人も特許庁長官に対して異議の申立てを行うことができる旨を規定している（43条の2）。
かつては、特許法、実用新案法、意匠法においても同様の規定があったが、実用新案法について、1993年度（平成5年度）の法改正による無審査制度の導入に伴い廃止され、特許法、意匠法については、2003年度（平成15年度）の法改正によって無効審判に一本化された。